# Црква Светог Димитрија (Битољ)
Црква Светог Димитрија у Битољу изграђена је 1830. у форми трибродске базилике са странским галеријама и посвећена је Светом Димитрију Солунском. Свети Димитрије је катедрална црква Преспанско-пелагонијске епархије македонске православне цркве.

## Историја
Црква је изграђена у року од 4 месеца, на месту старе капеле која је изгорела 1726. Улази се кроз велики нартекс. Иконописци и резбари катедралне цркве је била мијачка породица Рензови, припадници дебарске уметничке школе (18—19. век). Под цркве је укопан за 1 м да не надвиси тадање џамије (у Османском царству црква није смела бити виша од џамије). Звоник је изграђен 1936. и рад је Александра Дерока.
Иконостас је позлаћен, рад непознатог вајара. Иконе Исус Христос, Ваведење, Крштење Исуса Христа, улазак у Јерусалим, Исусово распеће, педесетница и негирање апостола Томе су рад Давида Селеница, данас се налазе у музеју у Скопљу. Иконостас је датиран око 1730. У цркви се данас налазе иконе Михајла Анагоста и његовог сина Николаја Михајлова, рад из 1842.
У цркви се налази лобања мученика Агатангела, у једној металној кутији, са грчким натписом од 27. фебруара 1827. године.
Године 2005. конзерватори битољског института открили су непознату фреску Исуса код свода, која је потамнела због саја изгорелих свећа.